# Rhododendron sidereum
Rhododendron sidereum är en ljungväxtart som beskrevs av Isaac Bayley Balfour. Rhododendron sidereum ingår i släktet rododendron, och familjen ljungväxter. Inga underarter finns listade i Catalogue of Life.